# Oxelösunds kommun
58°40′N 17°6′Ø / 58.667°N 17.100°Ø
Oxelösunds kommun er én af Sveriges mindste kommuner, målt i areal. Kommunen blev oprettet i 1950, og den ligger i i den sydlige del af Södermanlands län i landskabet Södermanland. Kommunen ligger mellem Østersøen og Nyköpings kommun.
Fra 1863 til 1950 var Oxelösund en del af Nikolai landskommun. Byen blev et municipalsamhälle i 1899. (Dette svarer til en lille handelsplads). I 1950 blev byen udnævnt til én af Sveriges sidste købstæder. Samtidigt blev byen en selvstændig kommune under navnet Oxelösunds stad. Kommunen fik sit nuværende navn i 1971.